# Pionandra narensis
Pionandra narensis là loài thực vật có hoa trong họ Cà. Loài này được (Dunal) Miers miêu tả khoa học đầu tiên năm 1845.